# Beesel
Beesel je obec a správní obvod v nizozemském Limburgu. Obvod leží mezi obcemi Swalemen (správní obvod Roermond), Belfeld (správní obvod Venlo), Kessel a Brüggen (Německo). Správní obvod má 13.802 obyvatel a má rozlohu 29,20 km² (z toho 2,50 km² vodní plochy).

## Obce ve správním obvodu
- Beesel (2.557 obyvatel)[Poznámka 2]
- Reuver (6.212 obyvatel)[Poznámka 2]
- Offenbeek (4.879 obyvatel)[Poznámka 2]

Radnice se nachází v obci Reuver.
Pod správní obvod Beesel spadá několik samot, mezi jinými Rijkel, Bussereind, Witteberg, Meuleberg Markt en Mortel.

## Historie
První zmínka o Beeselu je z roku 1275, kdy společně s Belfeldem vytvářely po staletí jednotnou konšelskou stolici. Dlouhý čas patřila obě místa k hlavnímu vévodství španělského Gerle. V roce 1713 byla obec přiřazena společně s několika jinými správními obvody jako Státní vrchní Gerle ke Spojeným provinciím. Jednou z nejstarších dochovaných staveb je zámek Nieuwenbroek.

## Pamětihodnosti
Na vyvýšenině u obce stojí větrný mlýn De Grauwe Beer, který bývá pravidelně v provozu.

## Skolení draka
Beesel je především známý divadelním představením hry Skolení draka, legendou o svatém Jiřím a drakovi, které se odehrává pod širým nebem v prostředí zámku Nieuwenbroek. Každý sedmý rok je Beesel ve znamení tohoto prastarého boje mezi dobrem a zlem. Poslední představení bylo v roce 2009.

## Keramický průmysl
Beesel je známý jak doma, tak ve světě svojí keramikou. V roce 1923 zahájil provoz St. Joris keramische industrie bv, podnik, který je doposud v provozu a dnes vyrábí především prvky pro stavebnictví (glazurované cihly). Ve 30. až 60. letech dvacátého století měl St. Joris umělecký ateliér, kde se vedle výroby pro kostely a pro veřejná místa také vyráběli pod jménem 'Terraco' užitkové potřeby a vázy. Zaměstnávali zde výtvarníky jakými byli například Piet Schoenmakers, Mathieu Boessen a Frans Lommen. Také Handwerk Loré (1955-1981) a Ciro Keramiek (1971-?) byli v Beeselu aktivní. Svaz Keramické dědictví Beesel, který byl založen roku 2006, se zasazuje o udržení tohoto unikátního materiálu.

## Kostel
Kostel sv. Gertrudy pochází z roku 1842 a byl postaven podle návrhu architekta Jeana Dumoulina. V roce 1926 byla severní část rozšířena v neogotickém stylu a o 2 roky později byl na tento styl přestavěn celý kostel. Architektem těchto úprav byl Caspar Franssen.

## Historická zeleninová zahrada

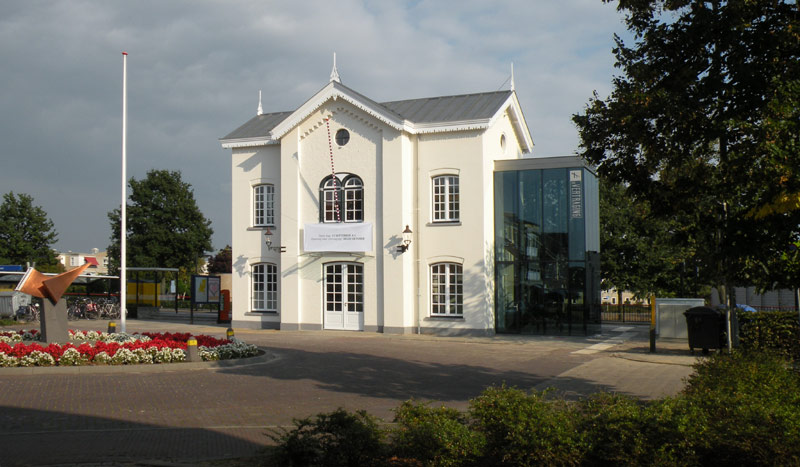
Nádraží Reuver

Na pozemcích Rijkel se nachází Historická zeleninová zahrada, organizace, která se zaměřuje na pěstování a propagování zapomenuté, ojedinělé a zvláštní zeleniny. Od poloviny července do konce září je Historická zeleninová zahrada otevřena pro veřejnost.

## Veřejná doprava
Veřejnou dopravu ve správním obvodu Beesel má na starosti Veolia Transport.
Autobusová linka:
- Linka č. 66 do Venla a Roermondu

Vlakové spojení:
- Venlo a Roermond